# Reloj Climático

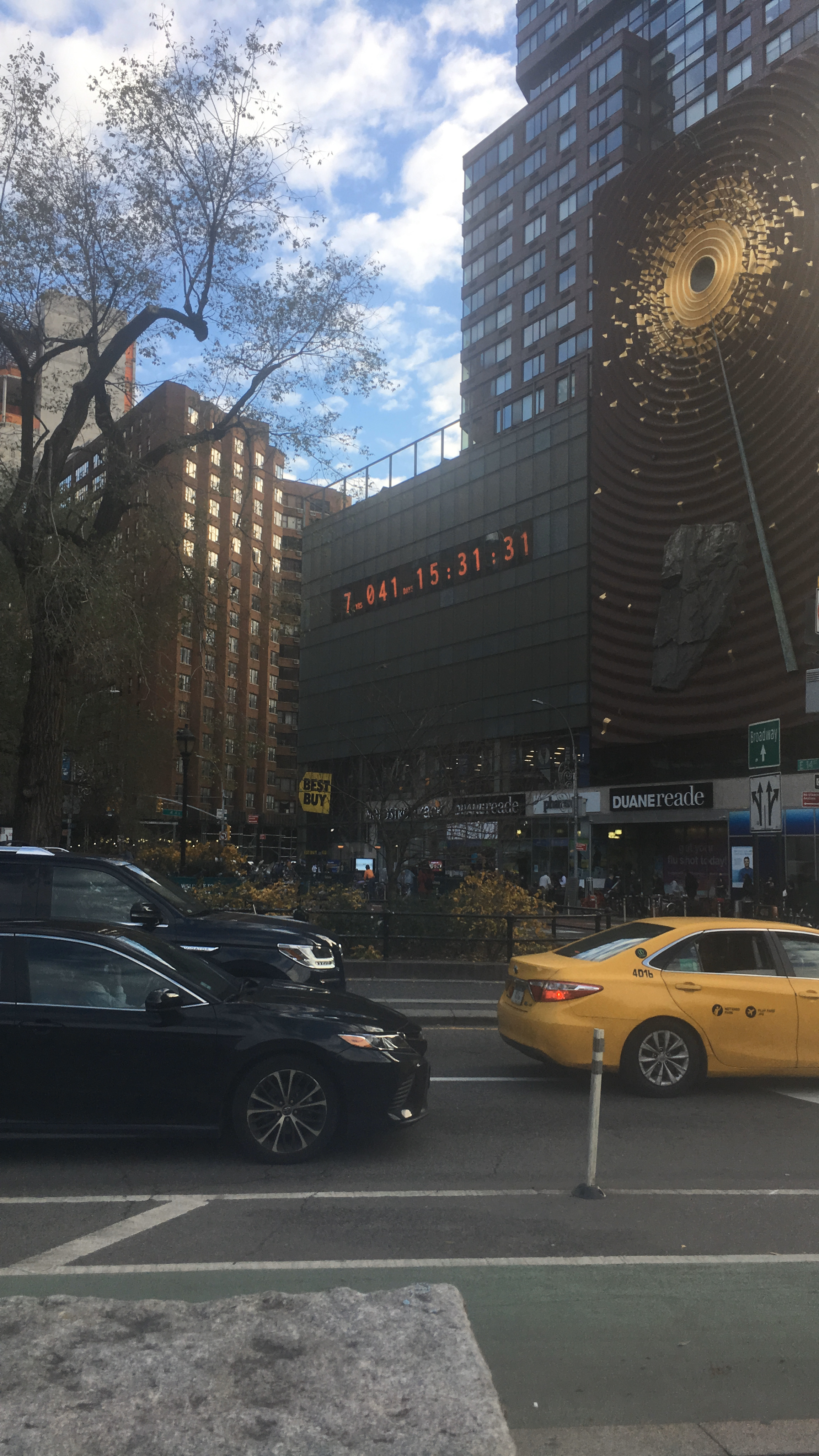
Metronome en noviembre de 2020, después de que el reloj original fuera reemplazado por el Reloj Climático.

El Reloj Climático (en inglés, Climate Clock, también llamado Reloj del Clima)
es un reloj que muestra la velocidad a la que la temperatura del planeta se acerca a estar 1,5 °C por encima de la media actual a causa del calentamiento global, dadas las tendencias de emisiones actuales. También muestra la cantidad de CO2 ya emitido, y el calentamiento global a la fecha.

## Historia
El Reloj Climático fue puesto en funcionamiento en 2015 para proporcionar una forma de medición con la que los ciudadanos pueden seguir el progreso de la mitigación del cambio climático. La fecha que se muestra es en la que la temperatura global supere los 1,5 °C por encima de la temperatura actual, y será más próxima a medida que aumenten las emisiones y más lejana en el tiempo a medida que estas disminuyan. El reloj se actualiza todos los años, para reflejar la última tendencia mundial de emisiones de dióxido de carbono y la tasa del calentamiento climático. A 22  de marzo de  2021, el reloj muestra que el umbral de 1,5 °C se traspasará el día 11 de noviembre de 2032, y que el calentamiento global actual es de 1,16 °C.
El reloj está alojado en el Human Impact Lab, que forma parte de la Universidad de Concordia, en Montreal, Canadá. Las organizaciones que apoyan el Reloj Climático incluyen a la Universidad de Concordia, la Fundación David Suzuki, Future Earth y Climate Reality Project.

## Relevancia
Los 1,5 °C son un umbral importante para muchos impactos climáticos, como lo muestra el Informe Especial sobre Calentamiento Global de 1,5 °C. Se cree que cada incremento en la temperatura global traerá consigo un aumento de fenómenos meteorológicos extremos, como las olas de calor y las precipitaciones extremas. También existe el riesgo de la pérdida irreversible de la capa de hielo. El consiguiente aumento del nivel del mar también se dispararía drásticamente entre los 1,5 °C y 2 °C, y prácticamente todos los corales podrían desaparecer con un aumento de 2 °C.

## Instalación
A fines de septiembre de 2020, los artistas Gan Golan y Andrew Boyd reutilizaron el Metronome en Union Square, en la ciudad de Nueva York, para mostrar el Reloj Climático. El objetivo era "recordarle al mundo todos los días lo peligrosamente cerca que estamos del borde". Esto está en yuxtaposición al Reloj del Apocalipsis, que mide una variedad de factores que podrían llevar a "destruir el mundo" utilizando "tecnologías peligrosas de nuestra creación", siendo el cambio climático uno de los factores más pequeños. Se espera que esta instalación específica sea una de muchas, en varias ciudades alrededor del mundo. En el momento de la instalación, el Reloj marcaba 7 años y 102 días. Greta Thunberg, activista medioambiental sueca, participó en el proyecto desde el principio y, según los informes, recibió una versión portátil del reloj climático.